# Helicobasidiales
Helicobasidiales é uma ordem de fungos da classe Pucciniomycetes. Contém uma única família Helicobasidiaceae, a qual contém três géneros: Helicobasidium, Stypinella, e Tuberculina. Helicobasidiales foi circunscrita em 2006.